# Olinda Beja
Olinda Beja é uma escritora lusófona. Nasceu  em São Tomé e Príncipe, na cidade de Guadalupe a 12 de fevereiro de 1946, filha de José de Beja Martins (português) e de Maria da Trindade Filipe (santomense).

## Biografia
Enviada pelo pai para Portugal (Mangualde – Beira Alta) com quase 3 anos de idade, aqui estudou e obteve o Diploma Superior dos Altos Estudos Franceses da Alliance Française e, mais tarde, a Licenciatura em Línguas e Literaturas Modernas (Português/Francês), pela Universidade do Porto. Fez ainda o Curso de Literaturas Africanas de Língua Portuguesa (LALP) pela Universidade Aberta além de ter feito, na Suíça (onde viveu e leccionou) vários outros cursos inerentes à sua actividade profissional e literária (professora do Ensino Secundário e escritora/contadora de histórias).
Desde muito jovem que começou a amar os livros visto que a família paterna era composta por vários professores desde o básico ao universitário. Sua avó e seu bisavô eram professores e tinham a paixão pelos livros tendo deixado uma biblioteca considerável que Olinda Beja sempre lia sobretudo nos momentos mais deprimentes do seu percurso em terras lusas. Daí nasceu o gosto de passar para o papel o que lhe ia na alma “A escrita é a âncora da minha vida. Sem ela já há muito me teria afundado” – diz por vezes. E assim Olinda Beja foi crescendo no meio de histórias e poemas.
Quando em 1985, ao regressar a São Tomé e Príncipe, se depara com a paisagem luxuriante e paradisíaca, um povo tão alegre e acolhedor e a família materna à sua espera, Olinda Beja decidiu, através dos livros que vai escrevendo, divulgar o seu país e o seu povo – o seu povo materno. Foi ali que nasceram e viveram os avós dos seus avós. É ali a sua mátria. Ali estão as suas raízes, a sua placenta.
Hoje Olinda Beja divide o seu tempo entre os dois países e continua a preservar a casa materna, em Batepá, onde se inspira sempre que está sentada na varanda de onde um dia partiu…
Tem poemas e contos traduzidos para espanhol, francês, inglês, mandarim, árabe e esperanto. Tem trabalhos publicados na Alemanha (Universidade de Frankfurt e Universidade de Berlim), sobre a língua materna de S. Tomé, bem como poemas dispersos em revistas nacionais e estrangeiras, em livros didáticos dos Ministérios Português e Francês da Educação e em diversas Antologias. As suas obras têm servido a teses de doutoramento a professores como Luciano Caetano da Rosa (Alemanha); Sandra Campos (Inglaterra); Annie Mendzy Anda (Libreville-Gabão); Amarino Queiroz (Brasil), Zuleide Duarte (Brasil) entre muitos outros. É membro da UNEAS (União Nacional de Escritores e Artistas de S. Tomé e Príncipe).
Além de escritora e contadora de histórias, Olinda Beja leva a sua poesia através do mundo fazendo recitais acompanhada pelo músico Filipe Santo.
Em 2005 em Cataguases (Minas Gerais – Brasil) foi condecorada pelo então Presidente do Brasil e na presença do ex-Presidente de Portugal Mário Soares, com a Ordem da Comenda dos Países Irmãos (S. Tomé e Príncipe/Brasil).

## Lista de obras

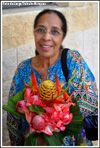
Olinda Beja.

- Bô Tendê? – Poemas – 1992 – 2ª Ed. – C.M Aveiro
- Leve, Leve - Poemas- 1993-2ªEd. C.M.Aveiro
- 15 Dias de Regresso – Romance – 1994 – 3ª Ed. – Pé-de-Pag.Editores
- No País do Tchiloli – Poemas – 1996 – C.M.Aveiro
- A Pedra de Villa Nova – Romance – 1999 – Palimage Editores
- Pingos de Chuva – Conto – 2000 – Palimage Editores
- Quebra-Mar – Poemas – 2001 – Palimage Editores
- Água Crioula – Poemas – 2002 – Pé –de-Página Editores
- A Ilha de Izunari – Conto – 2003 – S.T.P. – Instituto Camões
- Pé-de-Perfume – Contos (Bolsa de Criação Literária) – 2004 – 2ª Ed.
- Aromas de Cajamanga – Poemas – 2009 - Editora Escrituras  S. Paulo (Brasil)
- O Cruzeiro do Sul – Poemas – 2011 - Edição bilingue: Port./Esp. – EditEl Taller del Poeta (Pontevedra)
- A casa do pastor - Conto - 2011 - Chiado Editora |  livro traduzido para inglês por Ann Morgan
- Histórias da Gravana - Contos - 2011 - Editora Escrituras S. Paulo (Brasil)
- Um grão de café - Conto infanto - juvenil - 2013 - Editora Edições Esgotadas - 3.ª Ed. - 1.º livro no panorama literário infantil de S. Tomé e Príncipe
- À Sombra do Oká - Poemas  - 2015 - Editora Edições Esgotadas
- Tomé Bombom - Conto infanto - juvenil - 2016 - Editora Edições Esgotadas
- Chá do Príncipe - Contos - 2017 - Rosa de Porcelana Editora
- Simão Balalão - Conto infanto - juvenil - 2019 - Editorial Novembro

## Prémios
- “Pé-de-Perfume” - Prémio Bolsa de Criação Literária 2004.
- “Histórias de Gravana” - Prémio Bolsa de Criação Literária 2008. Obra finalista do Prémio Literário Portugal / Telecom / 2012.
- “Um grão de café” – Plano Nacional de Leitura Ler+. Primeiro livro para crianças no panorama literário de São Tomé e Príncipe. Tem sido lido e dramatizado em várias escolas do universo lusófono.
- “Sombra do Oká”- 1º Prémio Literário Francisco José Tenreiro. Plano Nacional de Leitura por um período de 10 anos.
- “Tomé Bombom” - O livro juvenil tem sido adotado em várias escolas do país e em escolas da cidade de Natal (Brasil).